# Верховный Суд УССР
Верхо́вный Суд Украи́нской Сове́тской Социалисти́ческой Респу́блики (укр. Верховний Суд Української Радянської Соціалістичної Республіки) — высший судебный орган Украинской Советской Социалистической Республики, который осуществлял надзор за деятельностью всех судебных органов УССР, рассматривал особо важные дела, отнесенные законом к его подсудности.
Суд избирался Верховным советом УССР на 5 лет. В его состав входили председатель, его заместители, члены суда и Народные заседатели. Действовал в составе пленума и двух судебных коллегий: по гражданским и уголовным делам.